# Olujas
Olujas (en catalán y nombre de uso oficial Les Oluges) es un municipio español de la provincia de Lérida, en la comunidad autónoma de Cataluña. El término municipal, ubicado en la comarca de la Segarra, tiene una población de 167 habitantes (INE 2024).

## Geografía
Está situado al noreste de Cervera, en el valle del río Sió. El núcleo urbano se halla sobre las laderas de una colina. La parte alta se denomina Oluja Sobirana y la baja, Oluja Jussana.  Incluye las poblaciones de Montfalcó Murallar y Santa Fe.

## Historia
Antes del censo de 1857 el municipio se llamaba Olujas Altas y Bajas. El nombre fue entonces modificado por Olujas, que se mantuvo hasta 1984, cuando se cambió por el de Les Oluges.

## Demografía
Cuenta con una población de 167 habitantes (INE 2024).
| Gráfica de evolución demográfica de Les Oluges entre 1842 y 2021 |
| |
| Población de derecho según los censos de población del INE Población de hecho según los censos de población del INEEn estos censos se denominaba Olujas altas y bajas: 1842 En estos censos se denominaba Olujas: 1857, 1860, 1877, 1887, 1897, 1900, 1910, 1920, 1930, 1940, 1950, 1960, 1970 y 1981 Entre el censo de 1857 y el anterior, crece el término del municipio porque incorpora a 255253 (Montfalcó Murallar), 255338 (Santa Fé) |

| 1900 | 1930 | 1950 | 1970 | 1981 | 1986 |
| ---- | ---- | ---- | ---- | ---- | ---- |
| 520  | 598  | 550  | 327  | 293  | 241  |